# Belfort-sur-Rebenty
Belfort-sur-Rebenty è un comune francese di 41 abitanti situato nel dipartimento dell'Aude nella regione dell'Occitania.

## Società

### Evoluzione demografica
Abitanti censiti